# Pacific Northwest National Laboratory
 (septembre 2016).
Si vous disposez d'ouvrages ou d'articles de référence ou si vous connaissez des sites web de qualité traitant du thème abordé ici, merci de compléter l'article en donnant les références utiles à sa vérifiabilité et en les liant à la section « Notes et références ».
Pacific Northwest National Laboratory (PNNL) est l'un des laboratoires nationaux du département de l'Énergie des États-Unis, basé à Richland dans l'État de Washington.

## Présentation

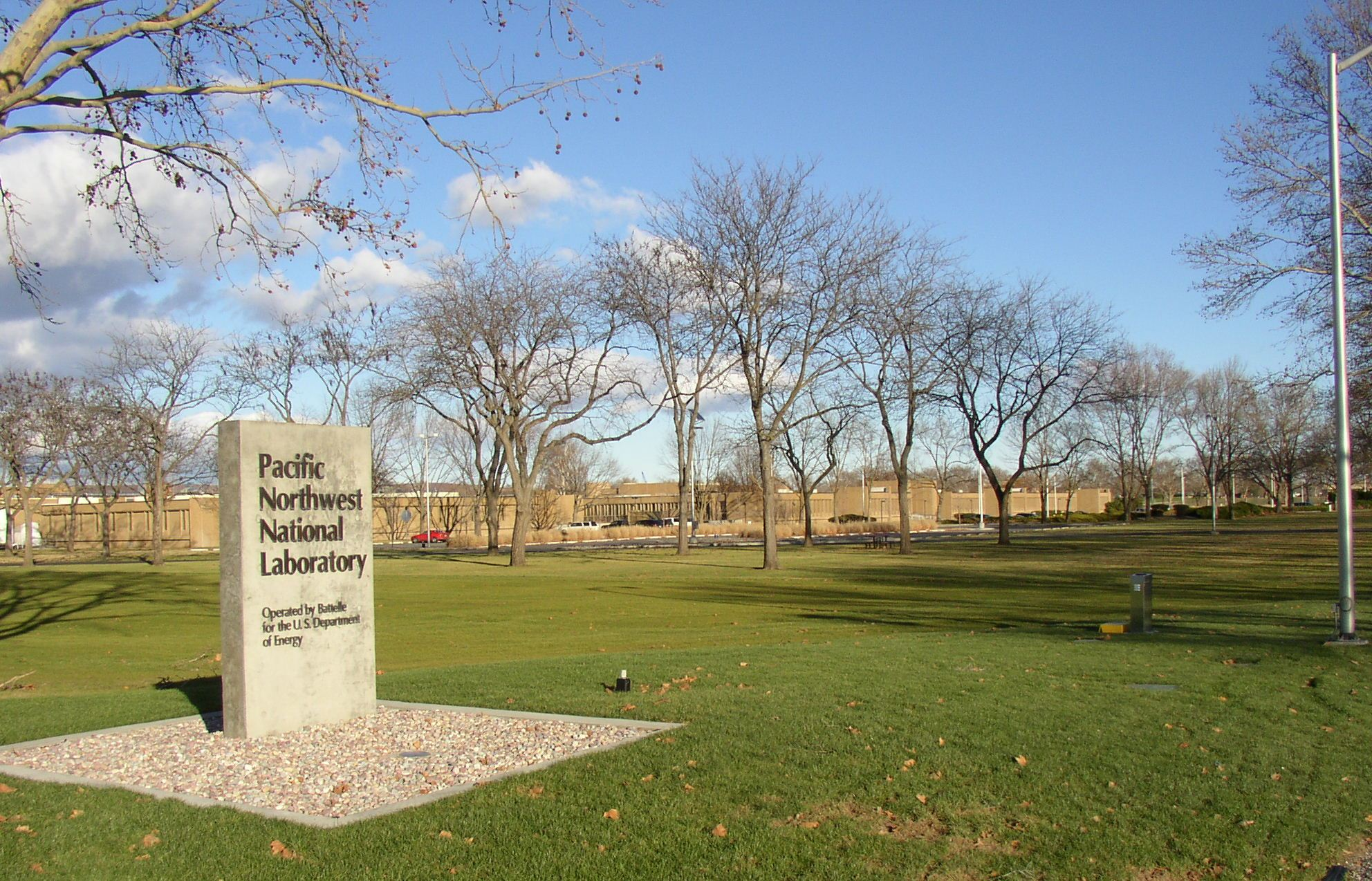
Pacific Northwest National Laboratory, à Richland

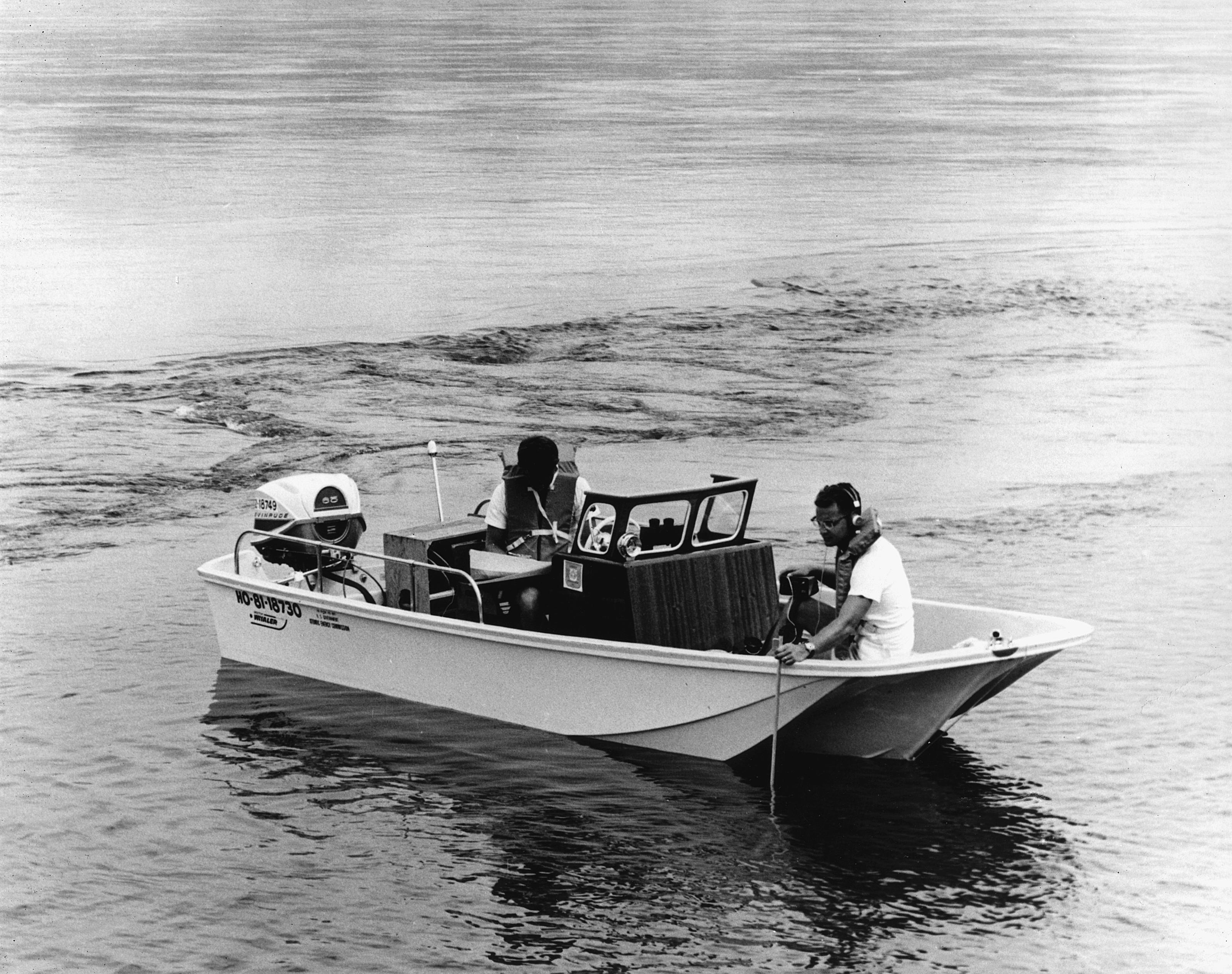
Des chercheurs du laboratoire (avec le Seattle Biological Laboratory du US Bureau of Commercial Fisheries) étudient les effets de rejets du système de refroidissement du réacteur nucléaire du complexe nucléaire de Hanford sur des poissons migrateurs (saumon et truite) dans le Columbia

Créé en 1965, le PNNL conduit et applique de la recherche et du développement pour renforcer les fondations scientifiques des États-Unis pour la recherche fondamentale et l'innovation, prévenir et lutter contre les actes de terrorisme par la recherche appliquée dans l'analyse de l'information, la cyber-sécurité, et la non-prolifération des armes de destruction massive, l'augmentation de la capacité énergétique des États-Unis tout en réduisant la dépendance au pétrole importé, et en réduisant les effets des activités anthropiques sur l'environnement.
En 2009, il disposait d'un budget de 918 millions de dollars.